# غلامعلی میگلی‌نژاد
غلامعلی میگلی‌نژاد (زادهٔ ۱۳۳۴ در بوشهر) نمایندهٔ حوزهٔ انتخابیهٔ بوشهر، گناوه و بندر دیلم در دورهٔ هشتم مجلس شورای اسلامی بوده‌است.